# Непецано (Терамо)
Непецано (итал. Nepezzano) је насеље у Италији у округу Терамо, региону Абруцо.
Према процени из 2011. у насељу је живело 1403 становника. Насеље се налази на надморској висини од 254 м.